# Río Avacha
El río Avacha (en ruso: Ава́ча) es un corto río costero ruso de la vertiente del Pacífico que discurre por la parte sur de la península de Kamchatka y desemboca en la bahía de Avacha, cerca de la localidad de  Petropávlovsk-Kamchatski. El río tiene una longitud de 122 km y drena una cuenca de 5090 km². Viajeros del siglo XIX como el explorador George Kennan remontaron el Avacha todo lo que pudieron y luego con los caballos que llevaban ascendieron al curso superior del río Kamchatka para viajar más al norte.

## Curso
El río Avacha nace como tal como emisario del lago Besymjannoje, a 900 m s. n. m., en el flanco noreste del volcán Bakening. El Avacha fluye inicialmente cuatro kilómetros al sur hasta el lago Verkhnye Avachinskoye. Continúa su curso hacia el sur. Los dos afluentes Prawaja Avacha ("Avacha derecha") y Levaja Avacha ("Avacha izquierda") desembocan en el río en los kilómetros 74 y 71 del río, respectivamente. En el kilómetro 46 del río, el río Korjaxkaja desemboca en el Avacha desde la derecha. En el kilómetro 32 del río Avacha pasa por el pequeño pueblo de Jelisowo. Allí, el Pinachevskaya desemboca en el río desde la izquierda. Finalmente el Avacha llega a la orilla noroeste de la bahía de Avacha, a 7 km al oeste de la ciudad de Petropavlovsk-Kamchatsky.